# 李君 (运动员)
李君（1985年11月20日—），上海人，中国国家射击队运动员，主攻不定向飞靶。

## 簡介
2011年2月，李君进入中国国家射击队，同年获得世锦赛冠军，并获得2012年伦敦奥运会的入选资格。2012年，李君代表中国出戰英國倫敦舉行的奥林匹克运动会射擊比賽男子雙不定向飛靶賽事。他在资格赛134环，排名第十，最终无缘决赛。